# 布雷特·哈特 (作家)

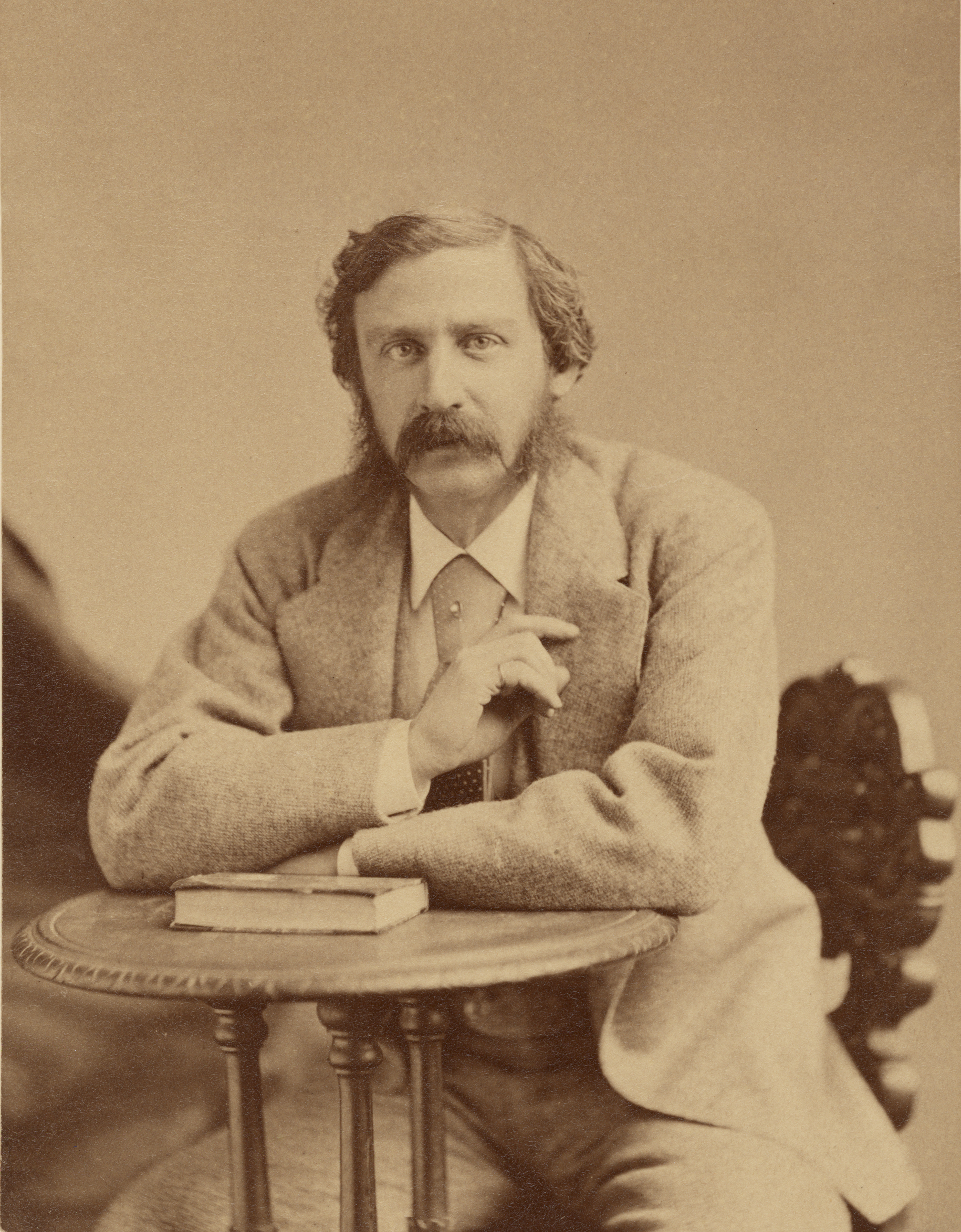
布雷特·哈特

布雷特·哈特（1836年8月25日 - 1902年5月5日）是一位美国短篇小说作家和诗人，他在作品中經常描寫加利福尼亞淘金潮期間的矿工、赌徒以及其他浪漫人物。哈特後來从加利福尼亚搬到了美国东部居住，后来又搬到了欧洲居住。 